# Анна Швірщинська
Анна Швірщинська (нар. 7 лютого 1909, Варшава, пом. 30 вересня 1984, Краків ) — польська поетеса, драматургиня, прозаїкиня, авторка творів для дітей та юнацтва та феміністичних творів.

## Біографія
Донька Яна Швірщинського та Станіслави, до шлюбу Боярської, змалку жила в тісному контакті з мистецтвом. Її батько був художником, скульптором і етнографом. Після закінчення середньої школи Яніни Тимінської у Варшаві та складання випускних іспитів (1927) Швірщинська почала вивчати польську мову у Варшавському університеті. У неї не було фінансових можливостей для запланованих мистецьких досліджень – батько створював переважно монументальні історичні композиції, на які йому було важко знайти покупців, через що родина жила дуже скромно. Краса і багатство рідної мови (особливо старопольської), засвоєної під час навчання, спонукали Швірщинську до самостійних поетичних спроб.
У 1930 році її вірш під назвою «Сніг» був надрукований у тижневику «Płomyk». Проте своїм справжнім дебютом Швірщинська вважала вірш «Південь», опублікований 1934 року в тижневику « Wiadomości Literackie » (з ним вона отримала першу премію на Турнірі молодих поетів). У 1936 році увійшла до Спілки польських письменників. У той час вона почала писати твори для дітей, які продовжувала майже все життя (спочатку також разом з Яніною Поразіньською). У 1936–1939 роках працювала в Спілці польських учителів, редакторкою Mały Płomyczek. Публікувалася в журналах для дітей та молоді, які видає ZNP, а саме в «Mały Płomyczek», «Płomyczek» та в «Kurier Warszawskie Dzieciom» та тижневику «Pion».
У 1936 брала участь у вчительському страйку, протестуючи проти призупинення діяльності Головної управи Спілки польських учителів (причиною такого рішення державної влади була пропаганда комунізму та радянської держави в один із випусків "Płomyk").У 1936 році вийшла перша книга поетеси «Вірші і проза», видана самою авторкою.
Під час окупації залишилася у Варшаві. Втративши попередню роботу, влаштувалася на різні оплачувані роботи. Працювала продавчинею, санітаркою, офіціанткою в кондитерській чи розносницею хліба. Проте літературної діяльності не припинила. У 1942 році її вірш під «Рок 1941», а в 1943 році пише один з найкращих своїх сценічних творів: драму на античні мотиви "Орфей". Ця п’єса отримала другу премію на літературному конкурсі, організованому варшавським культурним підпіллям, у житті якого Швірщинська брала активну участь: друкувалася в підпільних журналах і видавництвах, видала ще одну дитячу книжку, планувала написати серію історичних романів для молоді. Однак після війни вийшов лише перший із запланованих томів: "Аркона – твердиня Швєнтовіта" про боротьбу слов’янських племен з германцями. Переважна більшість її текстів, призначених для юнацтва, – це історія Польщі та польські історичні легенди у віршах. Швірщинська брала участь у Варшавському повстанні (1944) як медсестра. Після його падіння потрапила до Сохачева, звідки на початку 1945 року виїхала до Кракова, де й прожила до кінця життя.
У Кракові вона повернулася до літературної праці; її твори опубліковано в багатьох журналах, в т.ч у «Dziennik Polski», «Iskierki», «Świerszczyk», «Tygodnik Powszechny », співпрацювала з Польським радіо, яке транслювало її програми та радіоп’єси, також писала сценарії для анімаційних фільмів. У 1946-1950 роках працювала літературною керівницею Державного театру юного глядача в Кракові. Цей театр був її останнім роботодавцем. З 1951 року повністю присвятила себе літературній праці. 8 лютого 1953 р. разом з іншими письменниками підписала в Кракові Резолюцію Спілки польських письменників, у якій висловлювалася підтримка сталінської влади ПНР після арешту за сфабрикованими звинуваченнями католицьких священнослужителів, засуджених до страти в сфальсифікований показовий процес, який називають судом над священиками краківської курії.
У 1953 році одружилася з актором Яном Адамським, народила доньку Людмилу; в 1968 році пара розлучилася.
Другий том її поезії «Зібрані лірики» вийшов лише через 22 роки після її дебюту: у 1958 році Швірщинська включила вірші, написані в різні роки, у тому числі воєнні та про війну.
У 1960-1980-х роках вона публікувала свої твори, напр. у «Płomyk», «Poetry», «Literature», «Kultura» або «Szpilki». Вийшло шість нових томів поезій (зокрема таких знакових, як «Я баба» — 1972 року чи «Я будувала барикаду» 1974 року) та кілька вибраних із попереднього видання.
Її творча діяльність була винагороджена: за твори для дітей та юнацтва отримала Премію прем'єр-міністра (1973), у 1976 р. удостоєна премії м. Кракова. Нагороджена Лицарським хрестом (1957) та Офіцерським хрестом (1975) Ордена Відродження Польщі та медаллю Комісії національної освіти.
Похована на Раковицькому цвинтарі в Кракові .

## Творчість
Довоєнна творчість Швірщинської — це часто поетичний опис певних образів (навіть буквальний — вірші мають підзаголовки: фреска, гобелен, бароковий гобелен). Це ніби слід дитинства, проведеного в батьківській майстерні, серед картин, репродукцій, альбомів – її власний «малюнок» світу. Старанність, навіть прискіпливість у доборі слів, часті стилізації під старопольську мову дозволили їй створити поетичні, надзвичайно складні мініатюри. Цей дар знаходити потрібні слова і стислість самого висловлювання належним чином використала поетеса в наступні роки.
Під час війни виявилося, що нинішній спосіб і стиль розповіді про світ не в змозі вмістити і передати те, що треба було описати в той час. Можливо, саме тоді вона вирішила, що набагато важливіше передати власні почуття, ніж описати образи і враження, які вона отримала.
Характерною для поетеси була безперервна робота над віршами: скорочення, зміна вибраного раніше поділу на строфи, підзаголовки віршів, що з’являються лише в пізніших виданнях або навіть у різних їх варіантах. Світ, який вона створює, ніколи не був повністю визначений. Вона була письменницею, стиль якої свідомо й підсвідомо піддавався постійним змінам.
Швірщинська хотіла виробити такі форми вираження, які найкраще відповідали б її намірам. Багато років поетеса шукала спосіб описати свої переживання під час Варшавського повстання: біль і страждання, свідком яких вона була й пережила сама в ті дні. Том «Я будувала барикаду» вийшов через 30 років після повстання. У вміщених віршах немає розгорнутих і красивих поетичних метафор, їх форма скупа, навіть сувора; і зміст зазвичай не піднесені почуття, а боротьба з голодом, страхом, болем і смертю.
Пошуки власних мистецьких засобів виразно простежувалися і в іншій важливій течії мистецтва Швірщинської – дуже сильному фемінізмі. Те, що почалося в «Чорних словах», ще трохи затьмарене екзотикою та «народним» — простим і природним — трактуванням еротики, було розвинене й свідомо застосоване у томі «Я — баба» . Проникливо й безкомпромісно (і за змістом, і за мовою), з майже ексгібіціоністською чесністю, вона писала про жінку, її психіку, відмінний від чоловічого погляд і сприйняття світу, чуттєвість і – що досі було безпрецедентним — також біологію жіночого організму в різні періоди життя. Вона написала про те, як це: бути жінкою.
Порушення цих тем: долі жінки та статі в особливий, неповторний спосіб і вироблення характерного, скупого (часто на словах) стилю є найважливішими досягненнями Швірщинської, завдяки яким Чеслав Мілош вважав її однією з найбільших поетів сучасної польської літератури  .

## Публікації
Поетична творчість
- Вірші та проза (1936) Варшава, видавництво авторки
- Зібрання пісень (1958) Варшава, PIW
- Чорні слова (1967) Краків, вид. Літературний (у томі вірші та 3 одноактні п'єси: «Чорний квадрат», «Людина і зірка» та «Розмова з власною ногою »).
- Вітер (1970) Варшава, PIW
- Я жінка (1972) Краків, видавництво Літературне (одне з видань мало підзаголовок: "Швірщинська з малюнками Березовської, Березовська з віршами Швірщинської" )
- Вибрана поезія (1973) Варшава, LSW (вибір автора та вступ)
- Я будувала барикаду (1974) Варшава, Чительник
- Щаслива, як собачий хвіст (1978), Краків, вид. Літературне
- Вибір віршів (1980) Варшава, Чительник (до книжки входять також твори, написані прозою)
- Поезія (1984), Варшава, Чительник (на вибір автора)
- Поетичний театр (1984) Краків, вид. Літературне (зміст: Орфей, Містерія XV століття. Чорний квадрат, Людина і зірки, Святий і диявол, Розмова з власною ногою )
- Страждання та радість (1985) Варшава, PIW (останній, посмертний том)
- Жінки, немовлята (1988) Краків, Офіцина Під Баранами. Мініатюра (виб. і упоряд Здзіслава Зегадловна)
- Чиста розкіш(1992), Щецин, глобус (вибір Тадеуша Жуковського)
- Радість і страждання. Вибрані треки (1993) Краків, вид. Літературне (вибір Кшиштофа Лісовського )
- Велика перлина самотності: Поезія (1996) Варшава, Інтерарт (добірка віршів)
- Поезія (1997), Варшава, PIW (вибір Чеслава Мілоша )
- Найкращі лірики(1999) Торунь, Algo (вибраний Олександром Мадідою)
- Я баба. Вірші різних років (2000) Варшава, Prószyński i S-ka (вибрана Анна Янко )

Сценічні драми, радіодрами, телешоу (поставлені, транслювані по радіо чи телебаченню або опубліковані в пресі)
- Смерть Орфея (1938), радіодрама (радіо і друк. 1938)
- Орфей. П'єса на 3 дії (1947), п’єса створена близько 1942, світова прем’єра театр. в реж. Wilam Horzyca - 1946, TV - 1964, 1971, друк: 1947 Варшава, Вид. Кутан
- Обережно. Мистецтво в 2 картинах (1946)
- Постріли на вулиці Длугій (1947), (про визволення в'язнів Арсеналу), експонувалося - 1947, друковано - 1948, радіо - 1950.
- Відповідь на стіні (1951), Нагорода міністра культури і мистецтва на конкурсі сучасного польського мистецтва 1951;
- Червоні знамена (1952), співавтор: Генрик Фоглер
- Життя і смерть (1956)
- Три жінки і я (1960)
- У мене було дві дружини (1963)
- Смерть у Конго (1963)
- «Коли річка була джерелом» (1967), вистава телетеатру за п’єсою «Одезва на мурзі».
- Мама платить аліменти (1967)

Творчість для дітей та підлітків
Сценічні пісні :
- Бідна дівчина, у неї було сім кубиків (1947), драматичний твір
- «Фарфурка королеви Бони» (1947), сценічна п'єса; 1948 — на радіо, 1993 — Театр
- Аргумент з вогнем (1949), драма, радіопостановка
- «Повість про кульгавого бога Гефеста» (1954), також названа «Гефест». Як сонце впало з неба
- Діра в небі (1954)
- Тигр танцює для Шу-Хін (1959), також під назвою «Китайська казка».
- Про злого князя Попеля та доброго П’яста (1960), також під назвою «Басня про Попіля та П'яста»
- Пан Твардовський (1962)
- Про прекрасну Дороту (1969)
- Коли Земовіту було сім (1989)

і багато радіодрам, майже виключно для дітей і підлітків (з 1930-х до 1960-х років). )
Романи
- Аркона, фортеця Швєнтовіта. З історії слов'янської Ругії, або Рани. Роман для старшої молоді (1946)

Казки та оповідання у віршах для дітей
- Про колядників і різдвяні пряники (1934)
- Пустотливий морус. Собачі пригоди (1936) (співавтор: Янфна Поражинська )
- Рік польської дитини. Вірші та сценічні малюнки до щорічних народних і шкільних свят (1936)
- Король Фадж (1938)
- Відьма мала золоті граблі (1943)
- Гданська дівчина. Вірші для дітей (1947)
- Про шевця у Варшаві (1947), повість у віршах про Яна Кілінського
- Табакерка короля Стаса (1947)
- Тигр у квітах та інші східні казки (1948)
- Три брудні (1949)
- Про Малгосю, яка нічого не боялася (1958)
- Казки старого змісту (1958), зміст: Фарфурка королеви Бони ; Старосцянка і Сокольничек ; Історія вродливої Агнешки ; Про Яна Матейка та пана Каєтана .
- Чудотворна борода шаха (1959)
- Біля річки Зам-Зам (1960)
- Про маленьку Обу, найкращу сестричку в світі. Японська казка (1960), також як «Пригоди в країні хризантем».
- Круасани короля Джона (1960), зміст: Про Пана Реджу з Наґловіце ; круасани Короля Джона ; Про бідного склороба і пана Костюшка ; Піджаки принца Джозефа ;
- Про пригоди та пустощі веселого Паталашека (1962)
- Зі старої Польщі (1963), зміст: Як миші поїли Попеля ; Скарби княгині Добравої ; Як Болько здивував німців ; Про мера Гданська
- Сторінка королеви Барбари (1964), зміст: Дуб короля Казимира, Сторінка королеви Барбари, Жачек і алхімік, Про пана Твардовського ; вид. з 1987 р. було доповнено деякими оповіданнями, опублікованими раніше, а також такими творами: «Польська книга княгині Кінги», «Як ллється Локетек біля Пловців», « Вівтарний образ майстра Віта», «Коли Микола Коперник був студентом», «Про липу з Чорного лісу», «Король Баторій і Мацей Скиба, Нашийник Фріка Шопена, Білка Адама Міцкевича, Ромуальд Траугут .
- Колискова для Марка (1970)
- «Історії з давніх часів» (1972), Зміст: Вибране зі сторінки королеви Варвари
- За часів П'яста (1975), зміст: Лех, Чех і Рус ; Про відважного Хаба ; Пригода в лісі
- Сілезькі казки (1982), зміст: Отець Ломп ; Францішек Мислівець ; Старий мер Шлезіона
- Весілля бегемота (1983)
- Як Крак побудував Краків (1984)
- Пан Твардовський та інші казки (1984), вибірка з опублікованих раніше оповідань
- Принцеса Ванда (1985)
- Ліси над Гоплем (1988)

і близько 30 видань невеликих віршованих творів для дітей (30—80-х рр.). ). Вийшло також кілька зошитів із текстами пісень Анни Швірщинської.
Іншою літературною та мистецькою діяльністю Швірщинської є переклади (наприклад, лібрето до опери «Хагіт», муз. Кароль Шимановський, арії – разом з Б. Романишиним – на музику гл. Глюка, в’єтнамська поезія Че Лан В’єна, але французькою мовою) та сценічні адаптації ( Білосніжка, « Черниця » Дені Дідро, «Пані Боварі» Флобера ).
Вірші Швірщинської в перекладах
- Тридцять чотири вірші про Варшавське повстання (1977), Нью-Йорк. Переклали Магнус Ян Кринскі, Роберт А. Магуайр.
- Будівництво барикад (1979), Краків. Переклали Магнус Ян Кринскі, Роберт А. Магуайр.
- Щасливий, як собачий хвіст (1985), Сан-Дієго. Вибрали та переклали Чеслав Мілош і Леонард Натан.
- Товстий, як сонце (1986), Лондон. Переклад М. Маршмента, Г. Барана.
- Розмова з моїм тілом (1996), Порт Таунсенд. Переклали Чеслав Мілош і Леонард Натан.
- Будування барикад (2016), Портленд. Переклад: Пьотр Флорчик
- ЄС будує барикаду (2017), Куритиба. Португальський переклад: Пьотр Кілановський.

### Використання як текст пісні

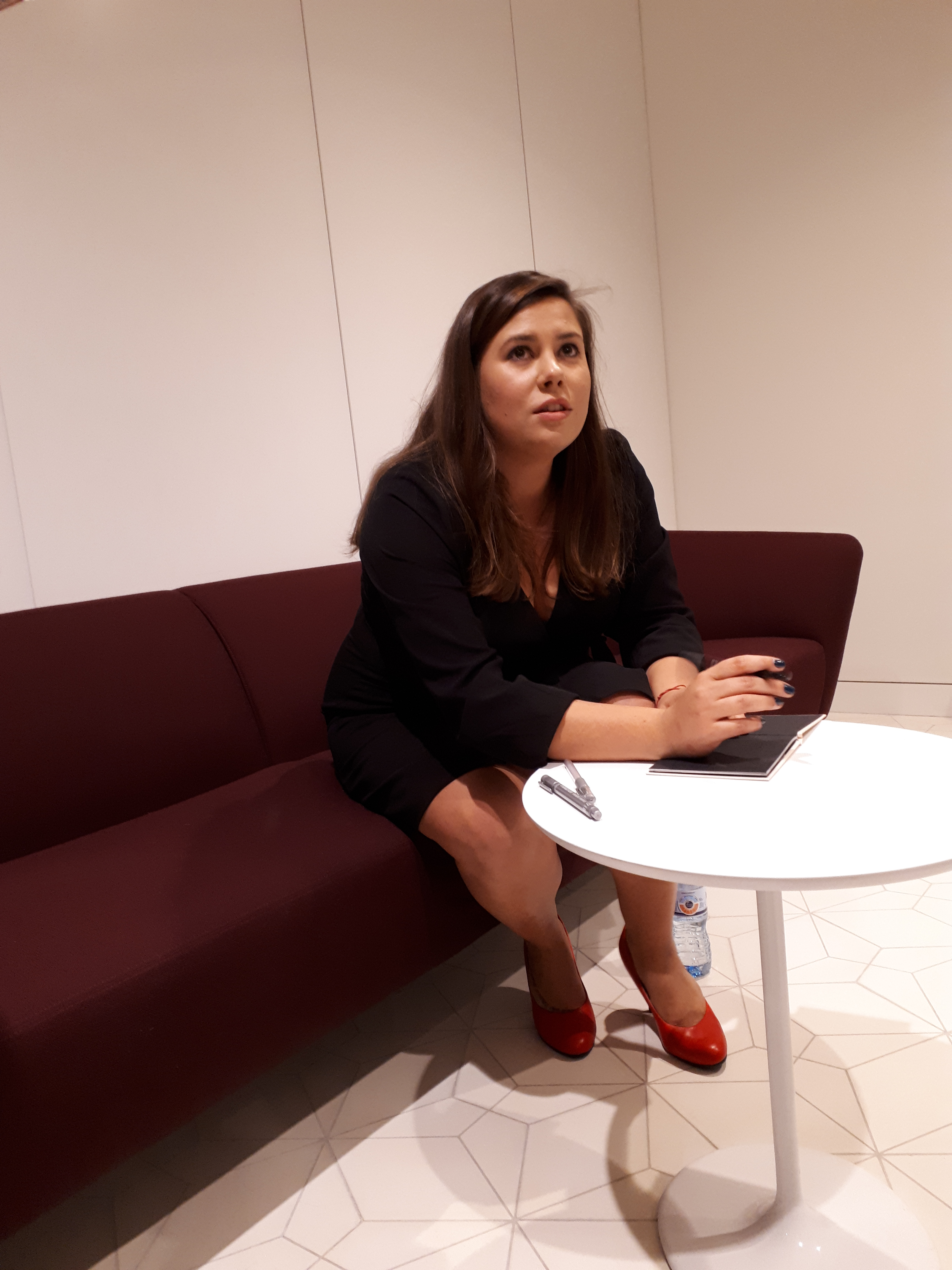
Моніка Борзим під час концертного туру "Я-космос" (на столі видно диск)

## Виноски
1. ↑  Bibliothèque nationale de France BNF: платформа відкритих даних — 2011.
2. 1 2  Catalog of the German National Library
3. ↑  Karolina Grodziska Zaduszne ścieżki-przewodnik po Cmentarzu Rakowickim wyd.Kraków 2003 s.120
4. ↑  Świadectwo poezji. Sześć wykładów o dotkliwościach naszego wieku. Warszawa: Spółdzielnia Wydawnicza „Czytelnik”. 1990. с. 81–84. ISBN 83-07-02056-5.

## Зовнішні посилання
- Я розмовляю зі своїм тілом. розмовляю з моїм тілом, Świrszczyńska, Anna
- Анна Свірщинська
- Анна Свірщинська
- Scenariusz wystawy Anna Świrszczyńska (PDF). cen.suwalki.pl.
- М.Барановська – Відкриття початку світу